# Чемпионат Океании по баскетболу 2009
В 20-м чемпионате Океании по баскетболу 2009 года участвовали 2 команды региона: Австралия и Новая Зеландия. Чемпионат состоял из двух игр 23 сентября в Сиднее ( Австралия) и 25 сентября в Веллингтоне ( Новая Зеландия).

## 23 сентября (Сидней)
Австралия — Новая Зеландия
84:77 (25:21, 18:21, 18:22, 23:13)

## 25 сентября (Веллингтон)
Новая Зеландия — Австралия
100:78 (17:16, 21:24, 36:15, 26:23)

## Итоги
По результатам двух матчей чемпионом региона стала команда Новой Зеландии.
Обе команды попали на чемпионат мира по баскетболу 2010 в Турции.